# Izba Konsyliarska
Izba Konsyliarska – organ władz konfederacji barskiej w Wielkopolsce w latach 1769–1770.
Powołana w Poznaniu u boku marszałka konfederacji wielkopolskiej Ignacego Skarbka-Malczewskiego. Zajmowała się ściąganiem podatków i kontrybucji na potrzeby utrzymania wojsk konfederackich. Przeprowadziła m.in. uniformizację mundurów i wyposażenia oddziałów barżan.